# Channichthys
Channichthys es un género de peces de la familia Channichthyidae.

## Especies
- Channichthys aelitae Shandikov, 1995
- Channichthys bospori Shandikov, 1995
- Channichthys irinae Shandikov, 1995
- Channichthys mithridatis Shandikov, 2008
- Channichthys panticapaei Shandikov, 1995
- Channichthys rhinoceratus Richardson, 1844
- Channichthys richardsoni Shandikov, 2011
- Channichthys rugosus Regan, 1913
- Channichthys velifer E. E. Meisner, 1974